# Schronisko Żarskie Małe
Schronisko Żarskie Małe, Jaskinia Żarska Mała – schron jaskiniowy między południowymi krańcami wsi Żary i północnymi wsi Dubie w województwie małopolskim. Znajduje się w Wąwozie Żarskim w obrębie rezerwatu przyrody Dolina Racławki. Pod względem geograficznym jest to obszar Wyżyny Olkuskiej w obrębie Wyżyny Krakowsko-Częstochowskiej. W lesie zwanym Lasem Pisarskim na lewych zboczach środkowej części tego wąwozu znajduje się grupa skał, a w niej kilka jaskiń i schronisk: Jaskinia Żarska, Jaskinia Żarska Górna, Schronisko Żarskie Pierwsze, Schronisko Żarskie Drugie, Schronisko Żarskie Trzecie, Schronisko Żarskie Czwarte i Schronisko Żarskie Małe. Nad dnem wąwozu znajduje się Jaskinia bez Nazwy.  Prowadzi do nich ścieżka edukacyjna.

## Opis schroniska
Otwór Schroniska Żarskiego Małego jest widoczny w skale na wysokości około 2,7 m nad ziemią, jako środkowy z trzech otworów (po lewej stronie jest otwór Schroniska I, po prawej Schroniska II). Za otworem ciągnie się nieco meandrujący korytarz w postać rury, o ciągle zwężającym się przekroju. Końcowa jego część jest już dla człowieka niedostępna.
Schronisko powstało w wyniku zjawisk krasowych w wapieniach skalistych pochodzących z późnej jury. W jego wygładzonych ścianach występują nacieki grzybkowe, polewy i jamki wirowe. Namulisko ubogie, piaszczysto-kamieniste. Końcową część schroniska przebijają korzenie drzew. Temperatura i wilgotność dość stałe. Światło dociera tylko do początkowej części korytarza. W schronisku obserwowano występowanie muchówek, brak roślin.

## Historia odkrycia i eksploatacji
Po raz pierwszy jako jaskinię wymienia go Z. Ciętak w 1935 r., w 1951 r. wymienia go Kazimierz Kowalski, w 2008 r. A. Górny i M. Szelerewicz. Zmierzył go i wykonał jego plan A. Polonius w 2017 r.

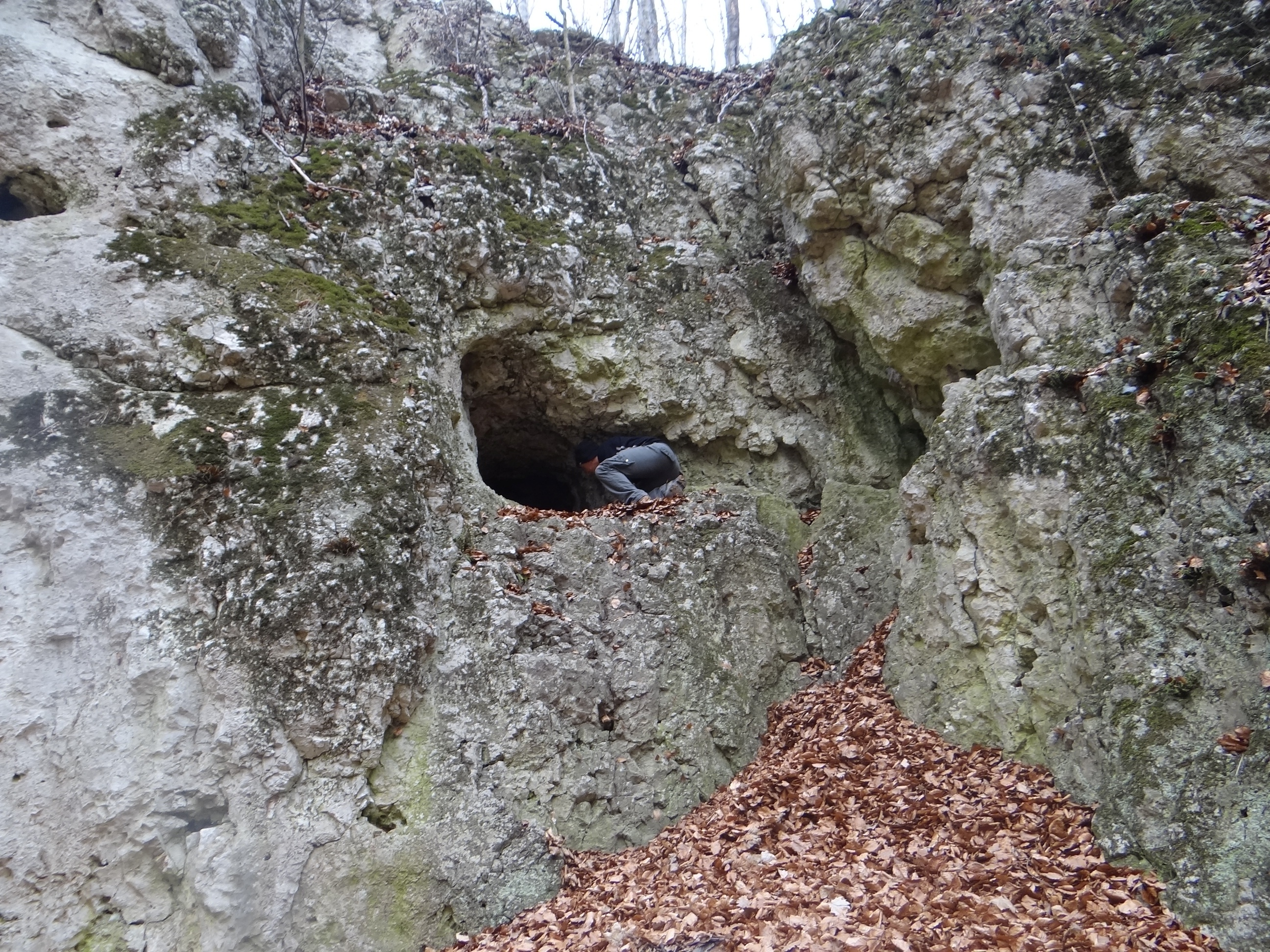
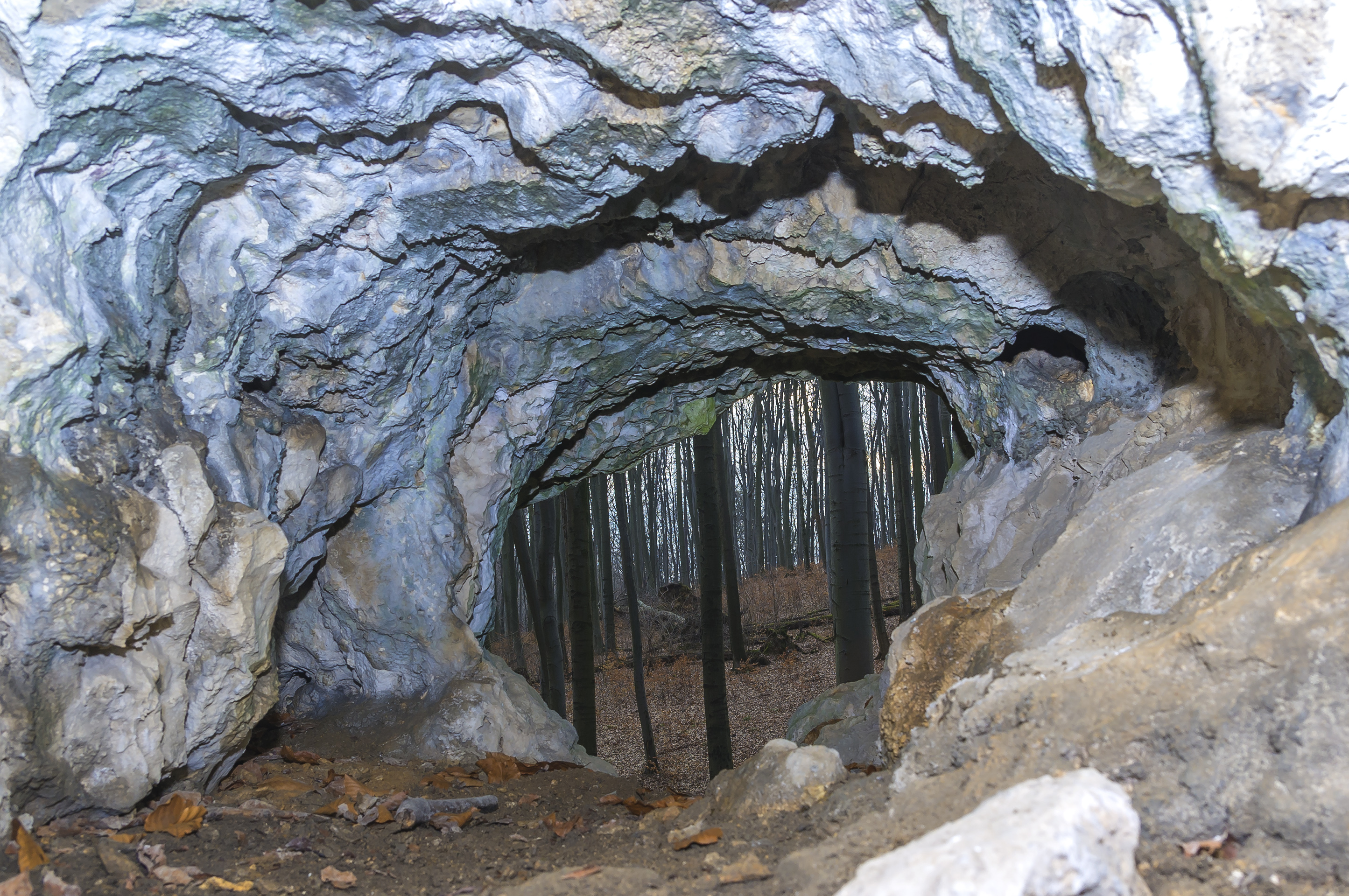
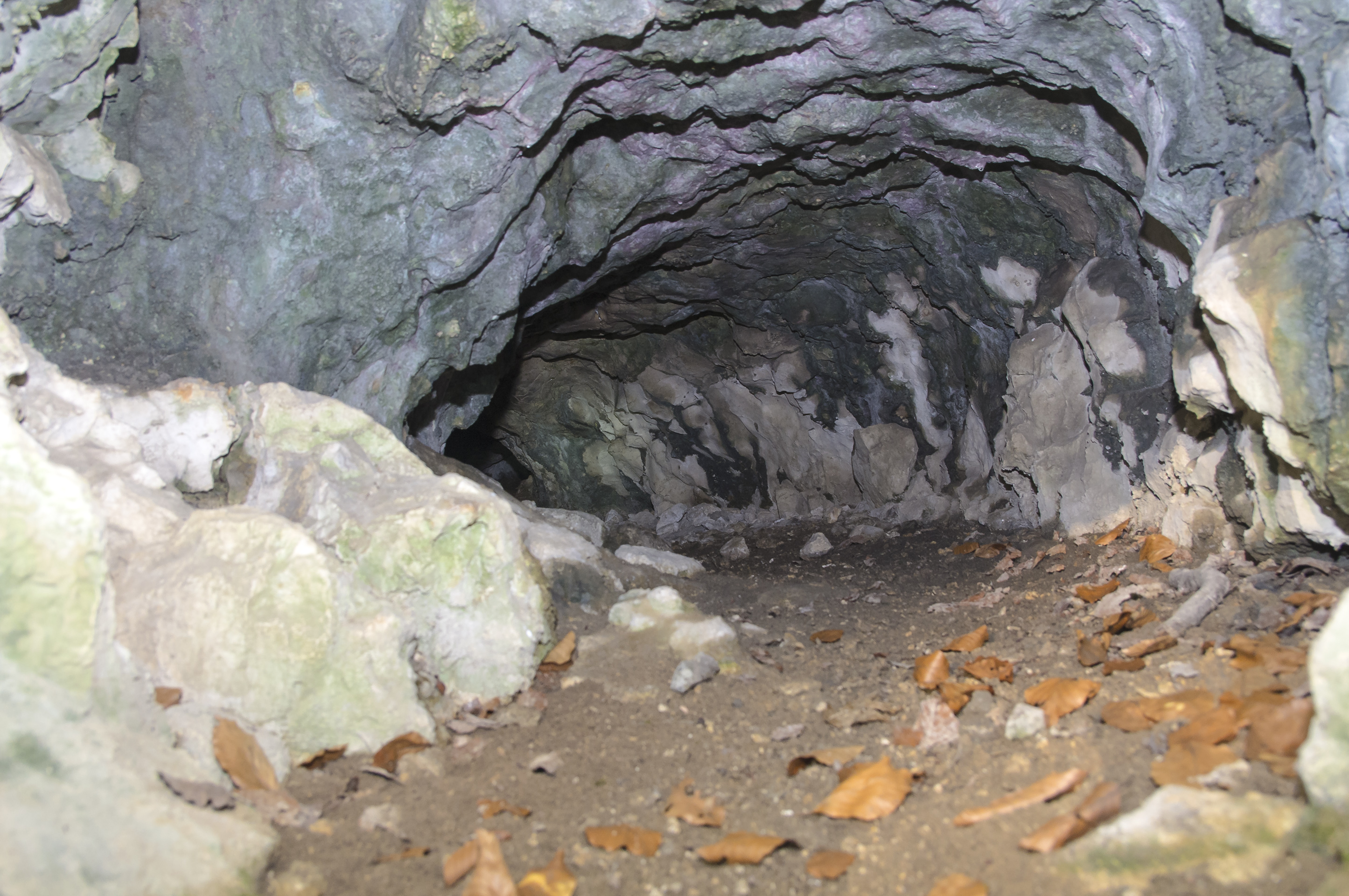
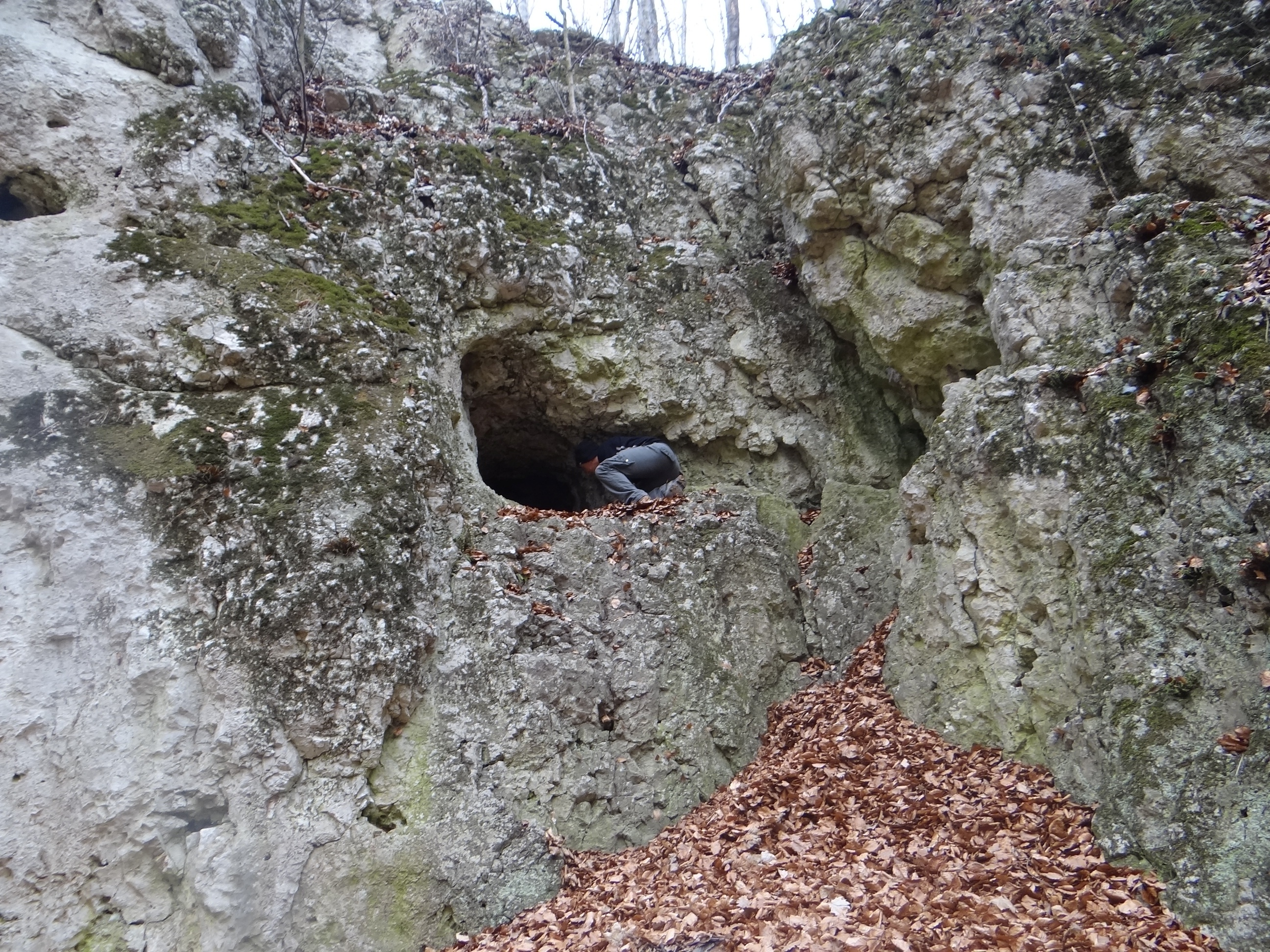